# Craniophora inversa
Craniophora inversa är en fjärilsart som beskrevs av M.Gaede 1915. Craniophora inversa ingår i släktet Craniophora och familjen nattflyn. Inga underarter finns listade i Catalogue of Life.